# ZALA 421-12
ZALA 421-12 – bezzałogowy statek powietrzny (UAV – ang. Unmanned Aerial Vehicle) opracowany przez firmę Zala Aero Group.

## Historia
Nowa konstrukcja została zaprezentowana w 2007 r. Konstruktorzy, przystępując do prac nad nową maszyną, rozpoczęli od opracowania wyposażenia dedykowanego dla tego drona. Pozwoliło to na opracowanie wyposażenia skutecznie działającego w zakresie podczerwieni, jak i światła dziennego. W porównaniu do poprzednich konstrukcji czas lotu został wydłużony do dwóch godzin. Masa ładunku użytecznego wynosi 1 kg. W jego skład może wchodzić aparat fotograficzny, kamera termowizyjna lub kamera pracująca w świetle dziennym o rozdzielczości 10 megapikseli. Testy państwowe zakończono w 2008 r. i podjęto decyzję o wprowadzenie go na wyposażenie Ministerstwa Spraw Wewnętrznych i służby granicznej FSB.
Wyposażenie drona pozwala na transmisję w czasie rzeczywistym obrazu w paśmie światła widzialnego lub termowizji oraz przekazywanie informacji o zlokalizowanych obiektach. Dodatkowo dron gromadzi zebrane informacje na wewnętrznych nośnikach pamięci.

## Konstrukcja
Dron jest zbudowany w układzie latającego skrzydła ze śmigłem ciągnącym. Zastosowano w nim nawigację GPS/GLONASS. Jego start odbywa się z katapulty pneumatycznej lub o naciągu gumowym. Ląduje z wykorzystaniem spadochronu. Przenoszone wyposażenie, na które może składać się aparat fotograficzny, kamera pracująca w paśmie światła widzialnego lub podczerwieni, jest stabilizowane żyroskopowo.  